# Smalle witlijngrasmot
De smalle witlijngrasmot (Agriphila selasella) is een vlinder uit de familie grasmotten (Crambidae). De wetenschappelijke naam is voor het eerst geldig gepubliceerd in 1813 door Hübner.

## Uiterlijk
Het is een beige bruine mot met een witte lijn over de lengte van de vleugels en hij heeft een spanwijdte van ongeveer 25 mm. 
De soort lijkt enigszins op Agriphila tristella, deze heeft echter een rechthoekigere voorvleugel tip, een minder lange 'snuit' en een wittere longitudinale streep die niet uitloopt in zulke duidelijke 'vingers' aan de achterzijde. Hij kan ook verward worden met Agriphila latistria,
bij deze soort loopt de witte lijn echter helemaal tot achter aan de vleugel door.

## Habitat
De mot komt in heel Europa voor en kan in de periode Juli tot Augustus gevonden worden op diverse grassen, de waardplanten zijn o.a. gewoon kweldergras (Puccinellia maritima), klein slijkgras (Spartina maritima) en genaald schapengras (Festuca ovina). 
De larven leven in een zijden spinsel op deze grassen. De soort wordt aangetrokken door licht. 